# 템류크

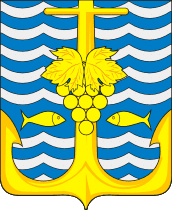
시 문장

템류크(러시아어: Темрю́к)는 러시아 크라스노다르 지방에 위치한 항구 도시로, 인구는 36,118명(2002년 기준)이다. 타만반도에 위치하며 쿠반강 우안과 접한다. 1860년 시로 승격되었다.